# Società Sportiva Sutor 2013-2014
Questa voce raccoglie le informazioni riguardanti la Società Sportiva Sutor nelle competizioni ufficiali della stagione 2013-2014.

## Stagione
La stagione 2013-2014 della Società Sportiva Sutor, è l'8ª nel massimo campionato italiano di pallacanestro.

## Roster
| Sutor Montegranro 2013-14 | Sutor Montegranro 2013-14 |
| Giocatori                 | Staff tecnico             |
| ------------------------- | ------------------------- |

| N. | Naz.                                     | Ruolo | Nome                   | Anno | Alt.   | Peso   |  |
| -- | ---------------------------------------- | ----- | ---------------------- | ---- | ------ | ------ |  |
| 5  | Italia (bandiera)                        | PG    | Daniele Cinciarini (C) | 1983 | 194 cm | 87 kg  |  |
| 6  | Croazia (bandiera)                       | AC    | Željko Šakić           | 1988 | 204 cm | 98 kg  |  |
| 7  | Stati Uniti (bandiera)                   | P     | Josh Mayo              | 1987 | 182 cm | 74 kg  |  |
| 8  | Italia (bandiera)                        | G     | Gennaro Tessitore      | 1982 | 193 cm | 85 kg  |  |
| 10 | Belgio (bandiera) · Italia (bandiera)    | G     | Dimitri Lauwers        | 1979 | 187 cm | 83 kg  |  |
| 11 | Rep. Ceca (bandiera)                     | P     | Jakub Kudláček         | 1990 | 193 cm | 72 kg  |  |
| 12 | Italia (bandiera)                        | AC    | Luca Campani           | 1990 | 208 cm | 98 kg  |  |
| 13 | Italia (bandiera)                        | P     | Luca Rossi             | 1981 | 190 cm | 82 kg  |  |
| 14 | Italia (bandiera)                        | C     | Valerio Mazzola        | 1988 | 205 cm | 96 kg  |  |
| 15 | Bosnia ed Erzegovina (bandiera)          | G     | Nemanja Mitrović       | 1990 | 197 cm | 90 kg  |  |
| 16 | Germania (bandiera) · Austria (bandiera) | GA    | Jason Detrick          | 1980 | 195 cm | 90 kg  |  |
| 16 | Italia (bandiera)                        | AC    | Giorgio Piunti         | 1990 | 206 cm | 102 kg |  |
| 18 | Italia (bandiera)                        | C     | Francesco Quaglia      | 1988 | 206 cm | 98 kg  |  |
| 20 | Stati Uniti (bandiera)                   | AP    | Mardy Collins          | 1984 | 198 cm | 95 kg  |  |
| 21 | Stati Uniti (bandiera)                   | AC    | Jamie Skeen            | 1988 | 205 cm | 98 kg  |  |
| -  | Italia (bandiera)                        |       | Maurizio Cantarini     | 1997 |        |        |  |
| -  | Italia (bandiera)                        |       | Andrea De Fenza        | 1995 |        |        |  |

| Allenatore |
| - Carlo Recalcati |
| Assistente/i |
| - Emanuele Di Paolantonio - Stefano Vanoncini Legenda - (C) Capitano - (IN) Inattivo - Infortunato Aggiornato al: 17 luglio 2015 |

## Mercato

### Sessione estiva
| Acquisti | Acquisti          | Acquisti          | Acquisti   | Acquisti |
| R.       | Nome              | da                | Modalità   |          |
| -------- | ----------------- | ----------------- | ---------- | -------- |
| AC       | Željko Šakić      | Široki            | definitivo |          |
| P        | Josh Mayo         | MBK Mykolaïv      | definitivo |          |
| G        | Dimitri Lauwers   | Scaligera Verona  | definitivo |          |
| PG       | Gennaro Tessitore | Recanati          | definitivo |          |
| G        | Nemanja Mitrović  | Kavala            | definitivo |          |
| G        | Jason Detrick     | Oberwart Gunners  | definitivo |          |
| C        | Francesco Quaglia | Viola R. Calabria | definitivo |          |
| AC       | Jamie Skeen       | Maccabi Ashdod    | definitivo |          |

| Cessioni | Cessioni          | Cessioni           | Cessioni       |
| R.       | Nome              | a                  | Modalità       |
| -------- | ----------------- | ------------------ | -------------- |
| AC       | Valerio Amoroso   | PMS Torino         | fine contratto |
| AG       | Christian Burns   | Enisey Krasnojarsk | fine contratto |
| A        | Tamar Slay        | Brescia            | fine contratto |
| G        | Kyle Johnson      | Basket Ferentino   | fine contratto |
| AC       | Rolands Freimanis | Chimik Južnyj      | fine contratto |
| P        | Fabio Di Bella    | Brescia            | fine contratto |
| P        | Lorenzo Panzini   | Pall. Lucca        | fine contratto |
| A        | Giulio Perini     | Basket Fondi       | prestito       |

### Dopo l'inizio della stagione
| Acquisti | Acquisti       | Acquisti            | Acquisti   | Acquisti |
| R.       | Nome           | da                  | Modalità   |          |
| -------- | -------------- | ------------------- | ---------- | -------- |
| AP       | Mardy Collins  | Free agent          | definitivo |          |
| P        | Jakub Kudláček | Pall. Reggiana      | definitivo |          |
| AC       | Giorgio Piunti | Primavera Mirandola | definitivo |          |

| Cessioni | Cessioni          | Cessioni      | Cessioni                | Cessioni |
| R.       | Nome              | a             | Modalità                |          |
| -------- | ----------------- | ------------- | ----------------------- | -------- |
| G        | Jason Detrick     | Free agent    | rescissione consensuale |          |
| AP       | Mardy Collins     | Olympiakos    | rescissione consensuale |          |
| P        | Josh Mayo         | Virtus Roma   | rescissione consensuale |          |
| C        | Francesco Quaglia | Pall. Firenze | rescissione consensuale |          |
| AC       | Jamie Skeen       | Free agent    | rescissione consensuale |          |